# 萊頓斯維爾 (馬里蘭州)
萊頓斯維爾（英語：Laytonsville）是一個位於美國馬里蘭州蒙哥馬利縣的市鎮。

## 人口
根據2020年美國人口普查的數據，萊頓斯維爾的面積為2.72平方千米，當中陸地面積為2.71平方千米，而水域面積為0.01平方千米。當地共有人口572人，而人口密度為每平方千米210人。